# Mylabris irrorata
Mylabris irrorata là một loài bọ cánh cứng trong họ Meloidae. Loài này được Lichtenstenstein miêu tả khoa học năm 1795.